# Cezary Kucharski
Cezary Kucharski (Łuków, 17 de febrer de 1972) és un exfutbolista polonès, que ocupava la posició de davanter.

## Trajectòria
- 1990-1994:  Siarka Tarnobrzeg
- 1994-1995:  FC Aarau
- 1995-1997:  Legia Varsovia
- 1997:  Real Sporting de Gijón
- 1998-1999:  Legia Varsovia
- 1999-2000:  Stomil Olsztyn
- 2000-2003:  Legia Varsovia
- 2003-2004:  Iraklis Salònica
- 2004-2006:  Górnik Łęczna
- 2006:  Legia Varsovia

## Selecció
Kucharski va ser 17 vegades internacional i va marcar 3 gols amb la selecció de futbol de Polònia. Va formar part del combinat del seu país que va acudir al Mundial de 2002.